# Elder-Gletscher
Der Elder-Gletscher ist ein Gletscher im ostantarktischen Viktorialand. Er fließt in den Victory Mountains zum Tucker-Gletscher, in den er unmittelbar westlich des Oread Spur einmündet.
Der United States Geological Survey kartierte ihn anhand eigener Vermessungen und Luftaufnahmen der United States Navy aus den Jahren von 1960 bis 1962. Das Advisory Committee on Antarctic Names benannte ihn 1964 nach dem US-amerikanischen Topografieingenieur William C. Elder, der zwischen 1961 und 1962 Vermessungen dieses Gebiets vornahm.